# Collegio uninominale Trentino-Alto Adige - 05 (Senato della Repubblica 2020)
Il collegio elettorale uninominale Trentino-Alto Adige - 05, dal 2017 al 2020 indicato come Trentino-Alto Adige - 02, è un collegio elettorale uninominale della Repubblica Italiana per l'elezione del Senato.

## Territorio
Come previsto dalla legge elettorale italiana del 2017, il collegio è stato definito tramite decreto legislativo all'interno della circoscrizione Trentino-Alto Adige.
È formato dal territorio di 44 comuni della provincia autonoma di Bolzano: Andriano, Avelengo, Caines, Castelbello-Ciardes, Cermes, Curon Venosta, Gargazzone, Glorenza, Laces, Lagundo, Lana, Lasa, Lauregno, Malles Venosta, Marlengo, Martello, Meltina, Merano, Moso in Passiria, Nalles, Naturno, Parcines, Plaus, Postal, Prato allo Stelvio, Proves, Rifiano, San Genesio Atesino, San Leonardo in Passiria, San Martino in Passiria, San Pancrazio, Sarentino, Scena, Senales, Senale-San Felice, Silandro, Sluderno, Stelvio, Terlano, Tesimo, Tirolo, Tubre, Ultimo e Verano.
Il collegio è stato parte dal 2017 al 2020 del collegio plurinominale Trentino-Alto Adige - 01. Dal 2020 tutti i senatori del Trentino-Alto Adige sono eletti in collegi uninominali e pertanto non esistono più collegi plurinominali in questa regione.

## Eletti
| Elezione | Elezione | Senatore            | Partito                |
| -------- | -------- | ------------------- | ---------------------- |
|          | 2018     | Juliane Unterberger | Südtiroler Volkspartei |
| 2022     |          | Juliane Unterberger | Südtiroler Volkspartei |

## Dati elettorali

### XVIII legislatura
Come previsto dalla legge elettorale, 116 senatori sono eletti con sistema a maggioranza relativa in altrettanti collegi uninominali a turno unico.
| Candidati              | Candidati                     | Voti    | %     | Liste                    | Voti   | %     |
| ---------------------- | ----------------------------- | ------- | ----- | ------------------------ | ------ | ----- |
|                        | Juliane Unterberger ✔️ Eletto | 37 806  | 61,09 | Südtiroler Volkspartei   | 37 806 | 61,09 |
|                        | Maria Ida Germontani          | 8 323   | 13,45 | Lega                     | 4 922  | 7,95  |
| Forza Italia           | Maria Ida Germontani          | 8 323   | 13,45 | 2 595                    | 4,19   |       |
| Fratelli d'Italia      | Maria Ida Germontani          | 8 323   | 13,45 | 667                      | 1,08   |       |
| Noi con l'Italia - UDC | Maria Ida Germontani          | 8 323   | 13,45 | 139                      | 0,22   |       |
|                        | Maria Paola Amatori           | 6 866   | 11,09 | Movimento 5 Stelle       | 6 866  | 11,09 |
|                        | Petra Agnelli                 | 4 997   | 8,07  | Partito Democratico      | 3 785  | 6,12  |
| +Europa                | Petra Agnelli                 | 4 997   | 8,07  | 609                      | 0,98   |       |
| Italia Europa Insieme  | Petra Agnelli                 | 4 997   | 8,07  | 347                      | 0,56   |       |
| Civica Popolare        | Petra Agnelli                 | 4 997   | 8,07  | 256                      | 0,41   |       |
|                        | Hannes Obermair               | 2 428   | 3,92  | Liberi e Uguali          | 2 428  | 3,92  |
|                        | Guido Strepparava             | 500     | 0,81  | Il Popolo della Famiglia | 500    | 0,81  |
|                        | Silvia Dalpiaz                | 488     | 0,79  | CasaPound                | 488    | 0,79  |
|                        | Gabriele Benatti              | 478     | 0,77  | Potere al Popolo!        | 478    | 0,77  |
| Totale                 | Totale                        | 61 886  | 100   |                          | 61 886 | 100   |
|                        |                               |         |       |                          |        |       |
| Voti non validi        | Voti non validi               | 7 887   | 11,30 |                          |        |       |
| Votanti                | Votanti                       | 69 773  | 66,77 |                          |        |       |
| Elettori               | Elettori                      | 104 490 |       |                          |        |       |

### XIX legislatura
Come previsto dalla legge elettorale, 74 senatori sono eletti con sistema a maggioranza relativa in altrettanti collegi uninominali a turno unico.
| Candidati       | Candidati                     | Voti    | %     | Liste                                                                      | Voti   | %     |
| --------------- | ----------------------------- | ------- | ----- | -------------------------------------------------------------------------- | ------ | ----- |
|                 | Juliane Unterberger ✔️ Eletto | 30 869  | 47,84 | Südtiroler Volkspartei – PATT                                              | 30 869 | 47,84 |
|                 | Rita Mattei                   | 6 737   | 10,44 | Lega per Salvini Premier – Fratelli d'Italia – Forza Italia – Noi moderati | 6 737  | 10,44 |
|                 | Markus Hafner                 | 5 506   | 8,53  | Team K                                                                     | 5 506  | 8,53  |
|                 | Sabine Zoderer                | 4 955   | 7,68  | Die Freiheitlichen                                                         | 4 955  | 7,68  |
|                 | Susanna Singer                | 4 512   | 6,99  | Vita                                                                       | 4 512  | 6,99  |
|                 | Daniela Rossi                 | 4 422   | 6,85  | Partito Democratico-IDP                                                    | 4 422  | 6,85  |
|                 | Marlene Messner               | 4 387   | 6,80  | Alleanza Verdi e Sinistra                                                  | 4 387  | 6,80  |
|                 | Francesca Morrone             | 1 885   | 2,92  | Movimento 5 Stelle                                                         | 1 885  | 2,92  |
|                 | Giovanna Valentini            | 1 253   | 1,94  | Azione - Italia Viva - Calenda                                             | 1 253  | 1,94  |
| Totale          | Totale                        | 64 526  | 100   |                                                                            | 64 526 | 100   |
|                 |                               |         |       |                                                                            |        |       |
| Voti non validi | Voti non validi               | 3 663   | 5,37  |                                                                            |        |       |
| Votanti         | Votanti                       | 68 189  | 58,00 |                                                                            |        |       |
| Elettori        | Elettori                      | 117 567 |       |                                                                            |        |       |